# Intégralisme brésilien
 (mars 2021).
Si vous disposez d'ouvrages ou d'articles de référence ou si vous connaissez des sites web de qualité traitant du thème abordé ici, merci de compléter l'article en donnant les références utiles à sa vérifiabilité et en les liant à la section « Notes et références ».
L'intégralisme brésilien (en portugais : integralismo) est un mouvement politique fasciste et nationaliste créé au Brésil en octobre 1932. Fondé et dirigé par Plínio Salgado, personnage littéraire assez célèbre pour sa participation à la Semaine de l'art moderne de 1922, le mouvement a certaines caractéristiques des mouvements de masse européens de cette époque, en particulier du fascisme italien, mais se démarquant du nazisme parce que Salgado lui-même n’appuie pas le racisme. Malgré le slogan du mouvement « Union de toutes les races et de tous les peuples », certains militants ont des opinions antisémites. Le parti créé pour soutenir sa doctrine est l'Action Intégraliste Brésilienne (en portugais : Ação Integralista Brasileira, AIB). La référence à l'intégralisme reflète un mouvement traditionaliste au Portugal, l'intégralisme lusitanien. Pour son symbole, l'AIB utilise un drapeau avec un disque blanc sur un fond bleu royal, avec un sigma majuscule (Σ) en son centre.

## Caractère
Dans ses formes extérieures, l’intégralisme ressemble au fascisme européen : une organisation paramilitaire à la chemise verte avec des rangs en uniforme, des manifestations de rue hautement réglementées et une rhétorique contre le marxisme et le libéralisme. Cependant, il en diffère nettement par une idéologie spécifique. Écrivain prolifique avant de devenir chef politique, Salgado interprète l’histoire de l’humanité dans son ensemble comme une opposition entre le « matérialisme », compris par lui comme le fonctionnement normal de lois naturelles guidées par une nécessité aveugle, et le « spiritualisme  », c'est-à-dire la croyance en Dieu, dans l'immortalité de l'âme et dans le fait de conditionner l'existence individuelle à des objectifs supérieurs et éternels. Salgado plaide donc pour que l'intérêt individuel soit pris en compte dans des valeurs telles que la pitié, le don de soi et l'inquiétude envers les autres. Pour lui, l'histoire humaine consiste en la lutte éternelle de l'esprit humain contre les lois de la nature, exprimée par l'athéisme de la société moderne sous les formes jumelles du libéralisme et du socialisme, la compétition capitaliste conduisant finalement à la fusion de capitaux privés en une seule économie appartenant à l'État. Ainsi, les intégralistes privilégient le nationalisme en tant qu'identité spirituelle partagée dans le contexte d'une nation hétérogène et tolérante, influencée par les « vertus chrétiennes », ces vertus étant concrètement mises en œuvre au moyen d'un gouvernement autoritaire mettant en œuvre une activité politique obligatoire sous la conduite d'un président et leader reconnu.
Les intégralistes ressemblent aux Chemises bleues irlandaises contemporaines qui, comme eux, sont d’esprit révolutionnaire et émanent du mouvement des Fenians et de la CISR[Quoi ?], deux organisations terroristes condamnées à plusieurs reprises par les évêques irlandais catholiques et excommuniées par le pape Pie IX les 12 octobre 1869 et 12 janvier 1870. Ils bénéficient notamment du soutien d'officiers de l'armée, en particulier de la marine brésilienne.
L'intégralisme étant un mouvement de masse, il existe des différences idéologiques marquées entre ses dirigeants sous l'influence de divers mouvements contemporains internationaux fascistes et quasi-fascistes, comme dans le cas de l'antisémitisme. Salgado est contre. Gustavo Barroso, le principal doctrinaire du parti après Salgado, est connu pour ses opinions antisémites militantes, devenant notoire pour être l'auteur de la première et unique traduction en portugais des Protocoles des Sages de Sion. Il fut également l'auteur de plusieurs œuvres antisémites. Cela entraîne au moins deux ruptures graves dans le mouvement. L'une en 1935 et l'autre, en 1936, lorsque Salgado renonce presque à diriger le mouvement.
L'un des principes les plus importants dans la vie d'un intégraliste était la « révolution interne », ou « révolution du soi », par laquelle un homme était encouragé à ne plus penser qu'à lui-même et à commencer plutôt à s'intégrer dans l'idée d'une famille intégraliste, ne faire qu’un avec la patrie, tout en laissant derrière elle des valeurs égoïstes et « perverses ».

## Attitude de la dictature de Vargas
Au début des années 1930, le Brésil connaît une forte vague de radicalisme politique. Le gouvernement dirigé par le président Getúlio Vargas bénéficie d'un certain soutien des travailleurs en raison de la législation du travail qu'il a introduite, et fait concurrence au Parti communiste du Brésil pour obtenir le soutien de la classe ouvrière. Face aux avancées communistes et en même temps qu'il renforce sa répression intensive contre la gauche brésilienne, Vargas se tourne vers le mouvement intégraliste en tant que base mobilisée et unique de soutien de la droite. Avec les factions de centre gauche exclues de la coalition de Vargas et la gauche écrasée, Vargas entreprend progressivement de coopter le mouvement populiste pour obtenir le soutien généralisé qui lui permet finalement de proclamer l'Estado Novo - un « Nouvel État » corporatiste en 1937.
L'Intégralisme, qui revendique un nombre croissant d'adhérents dans tout le Brésil en 1935, en particulier parmi les Germano-Brésiliens et les Italo-Brésiliens (des communautés d'environ deux millions de personnes), commence à combler ce vide idéologique. En 1934, les intégralistes prennent pour cible le mouvement communiste dirigé par Luiz Carlos Prestes, mobilisant une base de soutien conservatrice de masse se livrant à des bagarres dans les rues. En 1934, à la suite de la désagrégation de la délicate alliance entre Vargas et les travailleurs et de sa nouvelle alliance avec l'AIB, le Brésil entre dans l'une des périodes les plus agitées de son histoire politique. Les grandes villes du Brésil commencent à ressembler à Berlin de 1932 à 1933 avec ses combats de rue entre le Parti communiste allemand et le Parti national-socialiste des travailleurs allemands. Au milieu de 1935, la politique brésilienne est radicalement déstabilisée.

## Légalité sous Vargas puis aujourd'hui
Lorsque Vargas établit les pleins pouvoirs dictatoriaux sous l’Estado Novo en 1937, il se retourne contre le mouvement intégraliste. Bien que l'AIB favorise le virage à droite brutal de Vargas, Salgado est trop ambitieux, ses aspirations présidentielles déclarées menaçant son emprise sur le pouvoir. En 1938, les intégralistes font une dernière tentative pour prendre le pouvoir en attaquant le palais de Guanabara pendant la nuit. La police et l'armée arrivent à la dernière minute et la fusillade qui s'ensuit se solde par une vingtaine de victimes. Cette tentative s’appelle le « Pajama Putsch ».
L'AIB se désintègre après cet échec en 1938 et en 1945, lorsque la dictature de Vargas prend fin. Salgado fonde le Parti de la représentation populaire (PRP), qui maintient l'idéologie de l'intégralisme, mais sans les uniformes, les saluts, les signaux et les signes. Les différents dirigeants politiques élevés au sein de l’intégralisme se dispersent dans diverses positions idéologiques lors de luttes politiques ultérieures. Certains anciens membres qui maintiennent des liens avec la droite politique participent au coup d'État militaire de 1964 qui renverse le président João Goulart. D'autres anciens intégralistes, associés plus tard à la gauche, tels que le ministre des Affaires étrangères de Goulart, Santiago Dantas, et l'évêque catholique, Hélder Câmara. Au Brésil, il existe aujourd'hui deux petits groupes qui défendent une idéologie intégraliste stricte : le Frente Integralista Brasileira (FIB) et le Movimento Integralista e Linearista Brasileiro (MIL-B).

## Les intégralistes et la dictature militaire (1964-1985)
Les intégralistes et les anciens intégralistes prennent diverses positions au sein de la dictature militaire de droite qui suit le coup d’Etat de 1964. Plínio Salgado rejoint l'ARENA, le parti pro-militaire. Augusto Rademaker et Márcio Melo, anciens intégralistes, sont deux des trois membres de la junte qui gouvernent brièvement le Brésil en 1969, lors du passage du deuxième gouvernement militaire (celui d'Artur da Costa e Silva) au troisième (celui d'Emílio Garrastazu Médici). Rademaker est également vice-président du troisième gouvernement militaire. Il est généralement considéré comme l’un des partisans de la droite les plus acharnés de l’armée militaire contemporaine. Nombre d'anciens intégralistes dans l'armée occupent des postes gouvernementaux dans les deuxième et troisième administrations militaires, que l'on croit généralement alignés sur les secteurs extrémistes de l'armée. De son côté, Hélder Câmara, également un ancien intégraliste, agissait à l’époque comme l’opposant le plus connu du régime.